# NGC 2743
NGC 2743 est une galaxie spirale située dans la constellation du Cancer. NGC 2743 a été découverte par l'astronome germano-britannique William Herschel en 1787.

## Caractéristiques
Sa vitesse par rapport au fond diffus cosmologique est de 3 256 ± 19 km/s, ce qui correspond à une distance de Hubble de 48,0 ± 3,4 Mpc (∼157 millions d'al).
À ce jour, une mesure non basée sur le décalage vers le rouge (redshift) donne une distance d'environ 31,500 Mpc (∼103 millions d'al). Cette valeur est à l'extérieur mais compatible avec les valeurs de la distance de Hubble. Notons que c'est avec la valeur moyenne des mesures indépendantes, lorsqu'elles existent, que la base de données NASA/IPAC calcule le diamètre d'une galaxie et qu'en conséquence le diamètre de NGC 2743 pourrait être d'environ 16,8 kpc (∼54 800 al) si on utilisait la distance de Hubble pour le calculer. 
La classe de luminosité de NGC 2743 est IV-V et elle présente une large raie HI.